# Fédération nationale des routes historiques
Die Fédération nationale des routes historiques ist der im Jahr 2000 gegründete staatliche Dachverband, in dem die Mitgliederverbände der in Frankreich als Les routes historiques ‚Die historischen Straßen‘, gekennzeichneten Straßen zusammengeschlossen sind. Das 1989 von dem damals noch Caisse des monuments historiques et des sites, heute Centre des monuments nationaux genannten staatlichen Denkmalpflegeverein eingetragene Label Les routes historiques wird landesweit unter Berücksichtigung bestimmter Qualitätsanforderungen und eines historischen oder thematischen Zusammenhanges der beiderseits der entsprechenden Straße gelegenen historischen Stätten oder Baudenkmale verliehen. Dem Dachverband angeschlossen sind zwanzig Mitgliederverbände (oder routes historiques) mit insgesamt etwa 500 Mitgliedern, unter denen beispielsweise Städte, Dörfer, Schlösser, Klöster, Kirchen, Museen, Parks und Gärten vertreten sind.
Die erklärten Ziele des Dachverbandes sind die Steigerung der Empfänglichkeit sowohl des französischen, als auch des ausländischen Publikums für die Kulturschätze Frankreichs und die Unterstützung der Verbandsmitglieder – unabhängig davon, ob es sich dabei um öffentliche Organisationen oder Privatpersonen handelt – bei der Erhaltung und Förderung ihres Kulturgutes.
Das 16 französische Regionen und 50 Départements deckende Straßennetz ist nicht mit dem der lokalen routes touristiques ‚touristische Straßen‘, zu verwechseln. Letztere gehen zum größten Teil auf Initiativen der Fremdenverkehrsverbände der Regionen oder Départements, teilweise auch auf Privatinitiativen zurück.
Der Verband, dessen erste Gründungen von (damals noch nicht gekennzeichneten) Straßen in die 1970er Jahre zurückreichen, beansprucht für sich, die ältesten thematischen Reisestraßen Frankreichs zu betreuen. Er kennzeichnet sämtliche Strecken durch entsprechende Straßenschilder, die ihr angeschlossenen Stätten und Baudenkmäler durch Tafeln. Eine der Hauptvoraussetzungen für die individuelle Mitgliedschaft ist, dass das Baudenkmal dem Publikum zu den üblichen Öffnungszeiten zugänglich ist. Angeschlossen sind sowohl in öffentlichem, als auch in privatem Besitz befindliche Objekte.
Verbindendes Glied zwischen allen historischen Straßen ist die Hervorhebung des Kulturerbes Frankreichs. Der Zusammenhang zwischen den verschiedenen, einer bestimmten Straße angeschlossenen historischen Stätten und Baudenkmalen ergibt sich seinerseits aus der Thematik. Diese ist für manche Straßen sehr genau, für andere weniger präzise definiert. Zurückgegriffen wird unter anderem auf berühmte Persönlichkeiten, wie Jacques Cœur, den Schatzmeister König Karls VII. oder den Dichter François-René de Chateaubriand, auf das Königshaus (unter dem Tal der Könige ist das Loiretal zu verstehen), auf Häuser des Hochadels wie das der Herzöge von Burgund oder der Herzöge von Savoyen, auf die Damen der Touraine sowie die Herren des Béarn und des Baskenlandes.
Gegenwärtige Präsidentin ist Madame Florence de Bouillé (Stand: 2007)

## Liste der Routes Historiques
- Route historique des abbayes normandes (Historische Straße der normannischen Abteien)
- Route historique des abbayes et monuments du Haut Poitou (Historische Straße der Abteien und Baudenkmale des Haut-Poitou)
- Route historique Chateaubriand (Historische Straße René de Chateaubriand)
- Route historique des Maisons d’Ecrivains (Historische Straße der Dichterhäuser)
- Route historique des Châteaux d’Auvergne (Historische Straße der Schlösser der Auvergne)
- Route historique Circuit Sud Vendéen (Historische Straße der südlichen Vendée)
- Route historique des Dames de Touraine (Historische Straße der Damen der Touraine)
- Route historique des Ducs de Bourgogne (Historische Straße der Herzöge von Burgund)
- Route historique des Ducs de Savoie (Historische Straße der Herzöge von Savoyen)
- Route historique de l’Ivoire et des Epices (Historische Straße des Elfenbeins und der Gewürze)
- Route historique Jacques Cœur (Historische Straße Jacques Cœur)
- Route historique du Lys de France et de la Rose de Picardie (Historische Straße der Königslilie und der Rose der Picardie)
- Route historique des Marches de Lorraine (Historische Straße der Marschen Lothringens)
- Route historique des Monts et Merveilles de Franche-Comté (Historische Straßen der „Monts et Merveilles“ der Franche-Comté)
- Route historique Normandie-Vexin (Historische Straße Normandie-Vexin)
- Route historique du Pastel au Pays de Cocagne
- Route historique sur les pas des seigneurs du Béarn et du Pays Basque (Historische Straße auf den Spuren der Herren des Béarns und des Baskenlandes)
- Route historique en terre catalane (Historische Straße der katalanischen Landschaft)
- Route historique des Trésors de Saintonge (Historische Straße der Schätze des Saintonge)
- Route historique de la Vallée des Roi (Historische Straße des Tals der Könige)